# Kuratorstwo danych cyfrowych
Kuratorstwo danych cyfrowych to selekcja, konserwacja, utrzymanie, gromadzenie i archiwizacja zasobów cyfrowych. Kuracja wyznacza, utrzymuje i nadaje wartość repozytoriom danych cyfrowych, aby umożliwić wykorzystanie konkretnych danych zarówno obecnie jak i w przyszłości. Zwykle zajmują się tym archiwiści, bibliotekarze, naukowcy, historycy i inni uczeni. Przedsiębiorstwa również zaczynają wykorzystywać kurację danych celem poprawy jakości informacji i danych w obrębie swoich procesów operacyjnych i strategicznych. Pomyślnie przeprowadzona kuracja pomoże ograniczyć utratę danych spowodowaną zanikaniem przestarzałych nośników cyfrowych.
Dawniej termin kuracja był powszechnie używany w odniesieniu do pracowników muzeów i bibliotek. Obecnie używa się go mówiąc także o działaniach podejmowanych w ramach mediów społecznościowych, w tym do gromadzenia grafik, linków do stron internetowych i plików wideo.

## Podstawowe zasady i działania
Termin kuratorstwo danych cyfrowych po raz pierwszy został użyty w dziedzinie e-nauki i nauk biologicznych jako sposób na wyodrębnienie dodatkowego zestawu zadań, które zwykle przeprowadzane są przez kuratorów biblioteki i muzeów w celu dodania wartości do zbiorów danych i umożliwienia ich ponownego wykorzystania. Od prostych zadań, które miały po prostu zachowywać dane, po znacznie bardziej skomplikowane czynności archiwizujące. Dodatkowo historyczne rozumienie terminu kurator oznacza kogoś więcej, niż tylko osobę sprawującą opiekę nad danym zbiorem. Od kuratora oczekuje się wiedzy na poziomie akademickim, niezbędnej do przeprowadzenia oceny i selekcji danych oraz do późniejszego dodania wartości do kolekcji poprzez zastosowanie metadanych.

### Zasady
Istnieje pięć powszechnie akceptowanych zasad, które regulują stan kuratorstwa cyfrowego:
- Zarządzanie pełnym cyklem życia danych, od ich stworzenia, aż do kresu ich używalności.
- Ewaluacja i pozyskiwanie zasobów, aby dodać je do kolekcji.
- Zastosowanie metod konserwacji, aby wzmocnić integralność i zapewnić wielokrotny użytek przyszłym użytkownikom.
- Czynne działanie przez cały cykl życia danych, aby zwiększyć wartość zarówno zasobów cyfrowych, jak i kolekcji.
- Zapewnienie użytkownikom odpowiedniego stopnia dostępu[7].

### Metodologia
Digital Curation Centre (DCC) sformułowało jakie czynności, krok po kroku, należy wprowadzić do cyklu życia danych, żeby zrealizować wyżej wymienione zasady.
- Określenie: zastanów się, jakie materiały cyfrowe będą tworzone i jakie opcje przechowywania pamięci masowej należy rozwijać. Należy zwrócić uwagę na strony internetowe, publikacje, pocztę elektroniczną i inne rodzaje danych cyfrowych.
- Utworzenie: przygotuj materiały cyfrowe i sporządź odpowiednie metadane. Zwykle im więcej metadanych, tym informacje będą lepiej dostępne.
- Dostęp i wykorzystanie: zdefiniuj możliwość wglądu do tworzonego materiału cyfrowego. Niektóre materiały mogą być dostępne tylko za pomocą hasła, a inne mogą być otwarte dla wszystkich użytkowników.
- Ocena i selekcja: zapoznaj się z misją instytucji lub kolekcji prywatnej i określ, jakie dane cyfrowe będą istotne. Pomocne w podjęciu decyzji, dotyczącej powstania i wyboru danych do danej kolekcji mogą być wytyczne prawne.
- Usuwanie: wyrzuć wszelkie materiały cyfrowe, które nie są cenne.
- Przyswojenie: przesyłanie materiałów cyfrowych do wcześniej określonego miejsca, którym będą przechowywane. Może to być archiwum, repozytorium lub inny obiekt.
- Działania związane z ochroną: podjęcie działań w celu zachowania integralności materiału cyfrowego.
- Ponowna ocena: poddanie materiałów ocenie raz jeszcze, aby upewnić się, że są one nadal aktualne i zgodne ze swoją pierwotną formą.
- Przechowywanie: zabezpieczenie danych w określonym z góry miejscu ich przechowywania.
- Dostęp i ponowne użycie: rutynowe kontrole sprawdzające czy materiał jest nadal dostępny dla docelowej grupy odbiorców i czy nie został naruszony przez wielokrotne wykorzystanie.
- Przekształcenie: jeśli jest to pożądane lub konieczne, materiał może zostać przeniesiony do innej postaci cyfrowej[8].